# Heemskerk
Heemskerk – gmina w Holandii, w prowincji Holandia Północna.